# Alles was brennt
Alles was brennt (Originaltitel: Ruas da Glória) ist ein brasilianischer queerer Spielfilm von Felipe Sholl aus dem Jahr 2024.

## Handlung
Gabriel zieht mit dem Erbe seiner Großmutter nach Rio de Janeiro und entdeckt die queere Bar „Glória“. Dort verliebt er sich leidenschaftlich in Adriano, einen Escort, und verfällt ihm bald obsessiv. Als Adriano spurlos verschwindet, beginnt Gabriel eine selbstzerstörerische Suche, die ihn schließlich selbst in die Rolle eines Escorts treibt.

## Produktion
Felipe Sholl führte Regie und schrieb das Drehbuch. Daniel van Hoogstraten produzierte den Film für Syndrome Films, unterstützt von RioFilme und Telecine. Léo Bittencourt stand hinter der Kamera, Luisa Marques schnitt den Film. Den deutschen Verleih übernimmt Salzgeber.
Die Weltpremiere erfolgte im November 2024 beim Tallinn Black Nights Film Festival (*Critics’ Picks Competition*). 2025 lief der Film auf dem Queer Film Festival Berlin im offiziellen Programm.

## Rezeption
- Kino-Zeit hebt den fesselnden Erzählstil hervor und beschreibt die „obsessive Suche nach Adriano als eindrücklich inszenierte Darstellung queerer Obsession“.[4]
- Sissy Magazin würdigt das Werk als „visuell berauschendes Drama über Verlust und obsessive Sehnsucht“.[5]